# NGC 3039
NGC 3039 је спирална галаксија у сазвежђу Секстант која се налази на NGC листи објеката дубоког неба.
Деклинација објекта је + 2° 9' 13" а ректасцензија 9h 52m 29,5s. Привидна величина (магнитуда) објекта NGC 3039 износи 13,6 а фотографска магнитуда 14,4. NGC 3039 је још познат и под ознакама UGC 5297, MCG 0-25-27, CGCG 7-51, PGC 28452.